# Trilochana scolioides
Trilochana scolioides is een vlinder uit de familie wespvlinders (Sesiidae), onderfamilie Sesiinae.
Trilochana scolioides is voor het eerst wetenschappelijk beschreven door  Frederic Moore in 1879. De soort komt voor in het Oriëntaals gebied.